# Тамара Мухранская
Тамара (груз. თამარი; ум. 1683) — грузинская княгиня из дома Мухрани, которая была замужем последовательно за тремя правителями западной Грузии: Леваном III Дадиани, князем Мингрелии, за царём Имерети Багратом V Слепым и за Георгием III Гуриели, князем Гурии. Браки Тамары были частью политических интриг и сопутствующих им обменов жёнами, характерных для грузинской истории того века.

## Происхождение и первое замужество
Тамар была дочерью Константина I, князя Мухранского, и его жены Дареджан, дочери князя Гуаны Абашидзе. Таким образом, она была племянницей Вахтанга V Шахнаваза, царя Картли в восточной Грузии. Как очевидцы, такие как французский путешественник Жан Шарден, так и историки, такие как царевич XVIII века Вахушти Багратиони, характеризовали Тамару как исключительно красивую, а также страстную и соблазнительную женщину.
Первый брак Тамары был результатом военного похода её дяди Вахтанга V в западные грузинские государства, в ходе которого в 1661 году он заменил царя Имерети Баграта V Слепого своим собственным сыном Арчилом II, а Вамеха III Дадиани, князя Мингрелии, своим протеже Леваном III Дадиани. Леван III получил Тамару в жёны, но вскоре супруги отдалились друг от друга. Хотя Леван был влюблен в свою жену, ни он, ни Тамара не были верны друг другу.

## Второе замужество
Брак с Леваном III был расторгнут после того, как авантюрное нападение Левана III на Баграта V после его восстановления на престоле в Имерети в 1663 году закончилось катастрофой для него. Леван III был схвачен и заключён в тюрьму в имеретинской столице Кутаиси. Баграт V, ранее ослеплённый своей властной мачехой Дареджан, был женат на старшей сестре Тамары Татии. Последовала целая цепь интриг. Имеретинские придворные заставили сестру Баграта V, Тинатин, соблазнить и женить на себе пленённого мингрельского князя Левана III, а Баграта V убедили отказаться от Татии и жениться на её более красивой сестре Тамаре. Симон, католикос Имеретинской церкви, дал два развода в один и тот же день. Леван III был освобождён, но оставался всё ещё влюблённым в Тамару, и его вражда с Багратом V приобрела непримиримый характер. В 1678 году сын Вахтанга Арчил II вновь изгнал Баграта V из Кутаиси, заставив Тамару бежать в замок Сканде, где она была схвачена и отправлена обратно к Левану III в Мингрелию. В следующем году Баграт V отвоевал Имерети у османских войск, затем совершил набег на Мингрелию и вернул себе жену. Несмотря на это, Баграт V вынужден был терпеть измены Тамары. Француз Жан Шарден, обедавший с Тамарой в Кутаиси в 1670 году, был потрясён её вопиющим романом с епископом Гелатским. Сам Баграт V шутил Шардену, что в Имерети у каждого епископа было девять жён, «не считая тех, что были у его соседей».

## Третье замужество и смерть
У Баграта V и Тамары было трое детей: сын и две дочери. Одна из этих дочерей, Дареджан, была выдана замуж за Георгия III Гуриели, нового князя Гурии, который присматривался и к Тамаре, и к трону Имерети. По словам князя Вахушти Багратиони, Георгий III был «ворчливым, безбожным, кровожадным и беспощадным работорговцем». Когда Баграт V умер в 1681 году, Георгий Гуриели захватил имеретинский престол, развёлся с Дареджан и женился на собственной тёще, вдовствующей царице Тамаре. Тамара умерла через два года, вероятно, при родах, а Георгий, ненавидимый имеретинцами, был свергнут и убит при попытке отвоевать Кутаиси в 1684 году.